# Christian Ludwig Johann Behm
Christian Ludwig Johann Behm, auch Christian Ludwig Behm (* 28. Juli 1728 in Neustadt (Mecklenburg); † 21. August 1804 in Rostock), war ein deutscher Jurist und ab 1796 Bürgermeister von Rostock.

## Leben
Christian Ludwig Johann Behm war der Sohn des Theologen Carl (Christian) Behm (1695–1777) und dessen Frau, der Pastorentochter Anna Lucia, geb. Witling (1701–1728). Er wuchs bei einem Onkel in Stettin auf und besuchte dort die Große Stadtschule. 1745 reiste er ins heimatliche Mecklenburg zurück und lebte bei einem weiteren Onkel in Bützow, wo er zwei Jahre lang Privatunterricht erhielt. Nach dem Besuch der Großen Stadtschule in Wismar von 1747 bis 1749 studierte er an der Rostocker Universität Jura. 1757 wurde er promoviert und hielt anschließend bis 1762 Vorlesungen in Rostock. 1768 wurde er Prokurator beim Obergericht Rostock, 1775 Prokurator des Herzoglichen Konsistoriums in Rostock. Ab 1779 saß Behm im Stadtrat und war mit zuständig für die Aufsicht des Stadtarchivs und der Großen Stadtschule. 1784 erbte er die Rostocker Druckerei seines Schwiegervaters, Johann Jakob Adler (dem Jüngeren), und wurde dadurch Leiter der Rostocker Zeitung. 1796 wurde er einer der Bürgermeister Rostocks.
Sein Sohn Friedrich Behm (1777–1838) führte die Druckerei weiter.